# British Motor Corporation (Australia)
Die British Motor Corporation (Australia) war ein australischer Automobilhersteller, der 1954 durch die Fusion der Austin Motor Company (Australia) mit der Nuffield (Australia) Pty. Ltd. entstand. 1952 hatte im Vereinigten Königreich bereits eine Fusion der Austin Motor Company mit der Nuffield-Gruppe zur British Motor Corporation stattgefunden. 1968 wurde die australische Firma analog zu weiteren Veränderungen im Mutterland in Leyland Motor Corporation of Australia Ltd. umbenannt und blieb bis zur Schließung 1982 bei diesem Namen.

## Austin Motor Company (Australia)
1949 kaufte die britische Austin Motor Company die Ruskin Body Works in Melbourne und nutzte deren Fabrik zur Fertigung von Pick-up- und Tourenwagen-Karosserien für die importierten Austin A40-Fahrgestelle.

## Nuffield (Australia) Pty. Ltd.
Im März 1950 eröffnete Nuffield Australia ein neues, 230.000 m² großes Montagewerk in Zetland (New South Wales) an Stelle des Victoria Park Race Course. Die Fabrik war für den Bau des Morris Minor und des Morris Oxford ausgerüstet. Diese Modelle wurden bis dahin aus dem Vereinigten Königreich nach Australien eingeführt.

## British Motor Corporation (Australia)

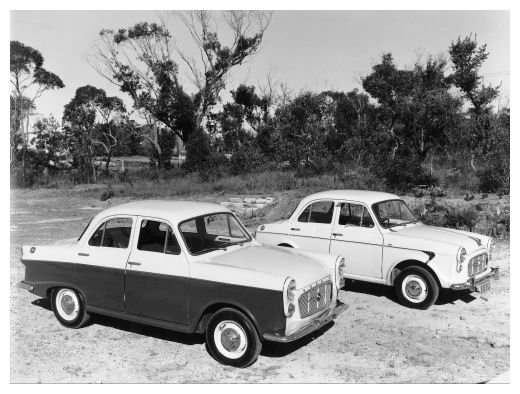
Morris Major Series II (im Vordergrund) und Series I (im Hintergrund)

1954 verbanden sich Austin Australien und Nuffield Australien zur British Motor Corporation (Australia), wobei das Nuffield-Gelände in Victoria Park die Zentrale der neuen Gesellschaft wurde. Austin- und Morris-Automobile wurden dort montiert und später wurde es zum Kontstuktions- und Fertigungszentrum von BMC Australien.
In der Periode der Neukonstruktionen nach dem Zweiten Weltkrieg, der Integration von Einwanderern und der Innovation waren bis zu 7000 Mitarbeiter aus 35 Nationen beschäftigt. Es war damals das einzige Werk in Australien, das komplette Automobile fertigte und führte in diesem Land die Bearbeitung der Motorblöcke auf dem Montageband, das Rotodip-Lackierverfahren, automatische Montagebänder und weitere entscheidende Fortschritte bei Just-in-time- und flexibler Fertigung ein.
In dieser Fabrik wurden der Austin Lancer und der Morris Major, die vom Wolseley 1500 abgeleitet, aber auf australische Bedürfnisse angepasst waren, gebaut. Ein weiteres Beispiel für Badge Engineering ist der Morris Marshal – ebenfalls dort hergestellt und vom Austin A95 Westminster abgeleitet.
Ab 1961 wurde der Mini als Morris 850 in Australien gebaut. Nachdem der Mini in Australien – wie im Vereinigten Königreich – sehr beliebt war, wurde 1965 ein eigener australischer Mini, beginnend mit dem Modell Morris Mini Deluxe (dem ersten Mini mit Hydrolastic-Fahrwerk, Kurbelfenstern, Schlüsselanlassung und verbesserter Ausstattung), hergestellt. Australische Minis hatten lange vor ihren englischen Gegenstücken Kurbelfenster. Morris Mini Cooper und Morris Mini Cooper S wurden ebenfalls gefertigt und an die Polizeikräfte in Australien und Neuseeland als Hochgeschwindigkeits-Verfolgungsfahrzeuge ausgeliefert. Der Mini K (für „Kangaroo“) wurde in Mini Deluxe Mk. II umbenannt und im März 1969 komplett mit Känguru-Emblemen ausgeliefert.

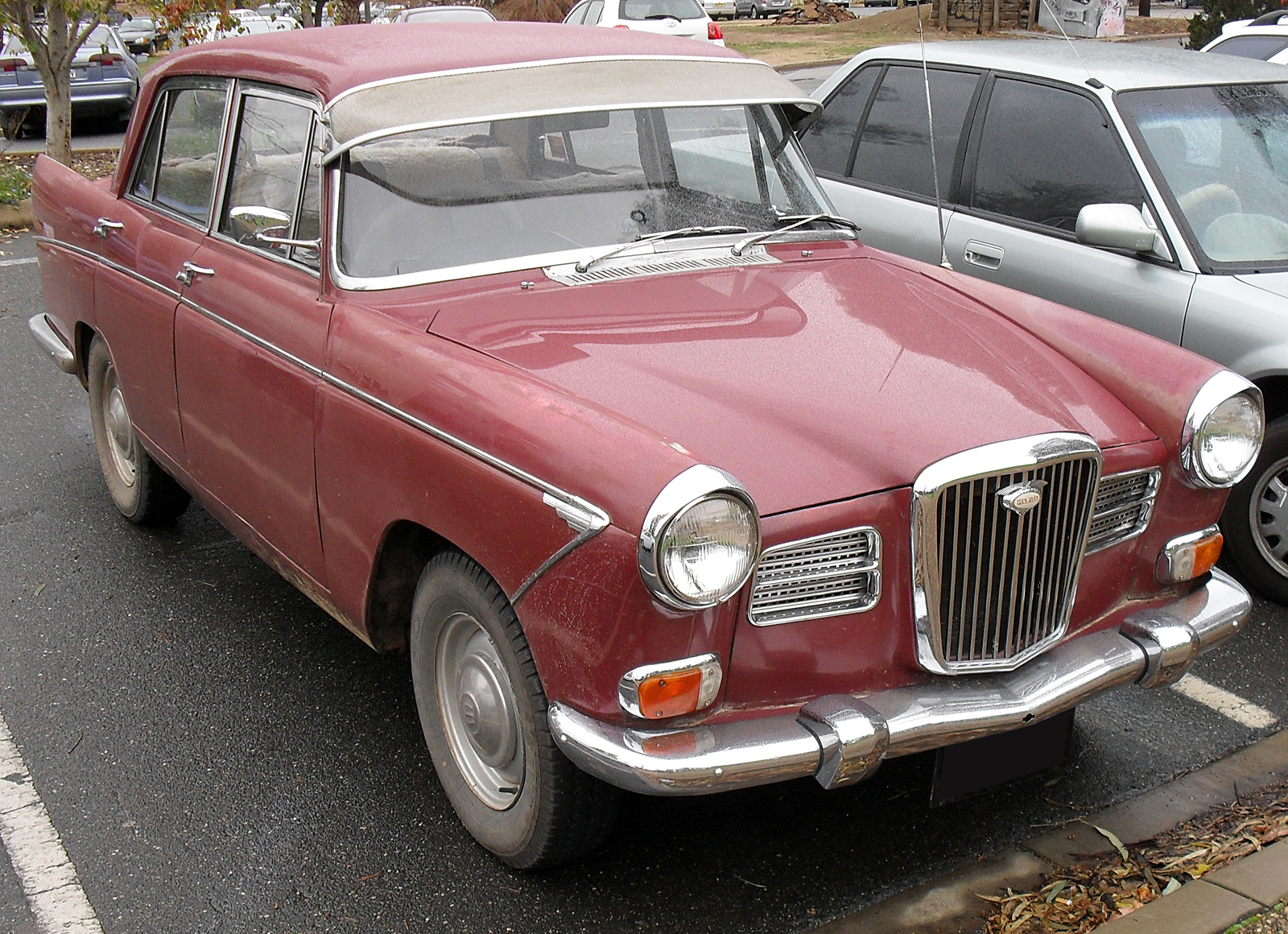
Wolseley 24/80

Austin Freeway und sein Schwestermodell Wolseley 24/80, beide australische Varianten des Austin A60 Cambridge, bzw. des Wolseley 15/60, kamen 1962 heraus und wurden beide von Sechszylinder-Reihenmotoren der BMC-B-Serie angetrieben. Um mehr Verwirrung zu stiften, wurde der Austin Freeway in Neuseeland als Morris Freeway verkauft und der Morris Mini Deluxe als Austin Se7en. All diese Fahrzeuge entstanden in der Fabrik in Sydney.
Eine australische Version des BMC ADO16 wurde der Modellpalette als Morris 1100 einverleibt und künftig hießen die kleineren BMC-Frontantriebsmodelle Morris und die größeren Austin. Damit folgte man den europäischen Märkten, wo die Luxusfahrzeuge Austin-Princess-Pullman-Limousinen waren und Morris Fahrzeuge für die Massenmotorisierung lieferte. Die Fertigung des Mini Moke begann 1966. Die australische Version war aber mit größeren 13″-Rädern und längeren Längslenkern hinten als das britische Original ausgestattet, das nur 10″-Räder besaß.
Ab 1965 entstand auch eine australische Version des Austin 1800. Diese wurde 1970 zur Austin-X6-Modellpalette mit längeren Radstand als das britische Original weiterentwickelt. Die Fahrzeuge hießen dann Austin Tasman (Basismodell), bzw. Austin Kimberley (Luxusausführung).

## Leyland Motor Corporation of Australia Ltd.

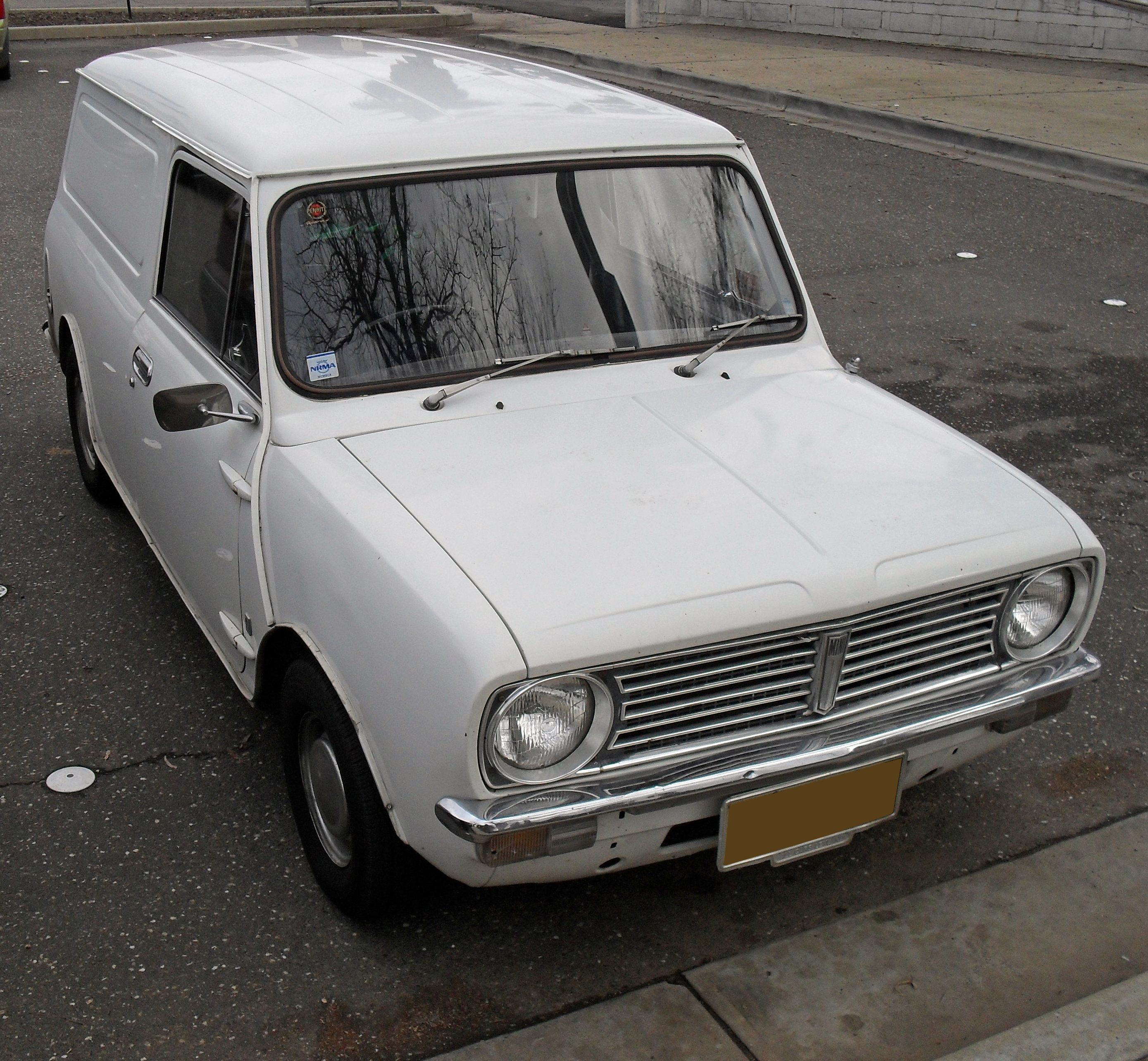
Leyland Mini Kombi (1973–1978)

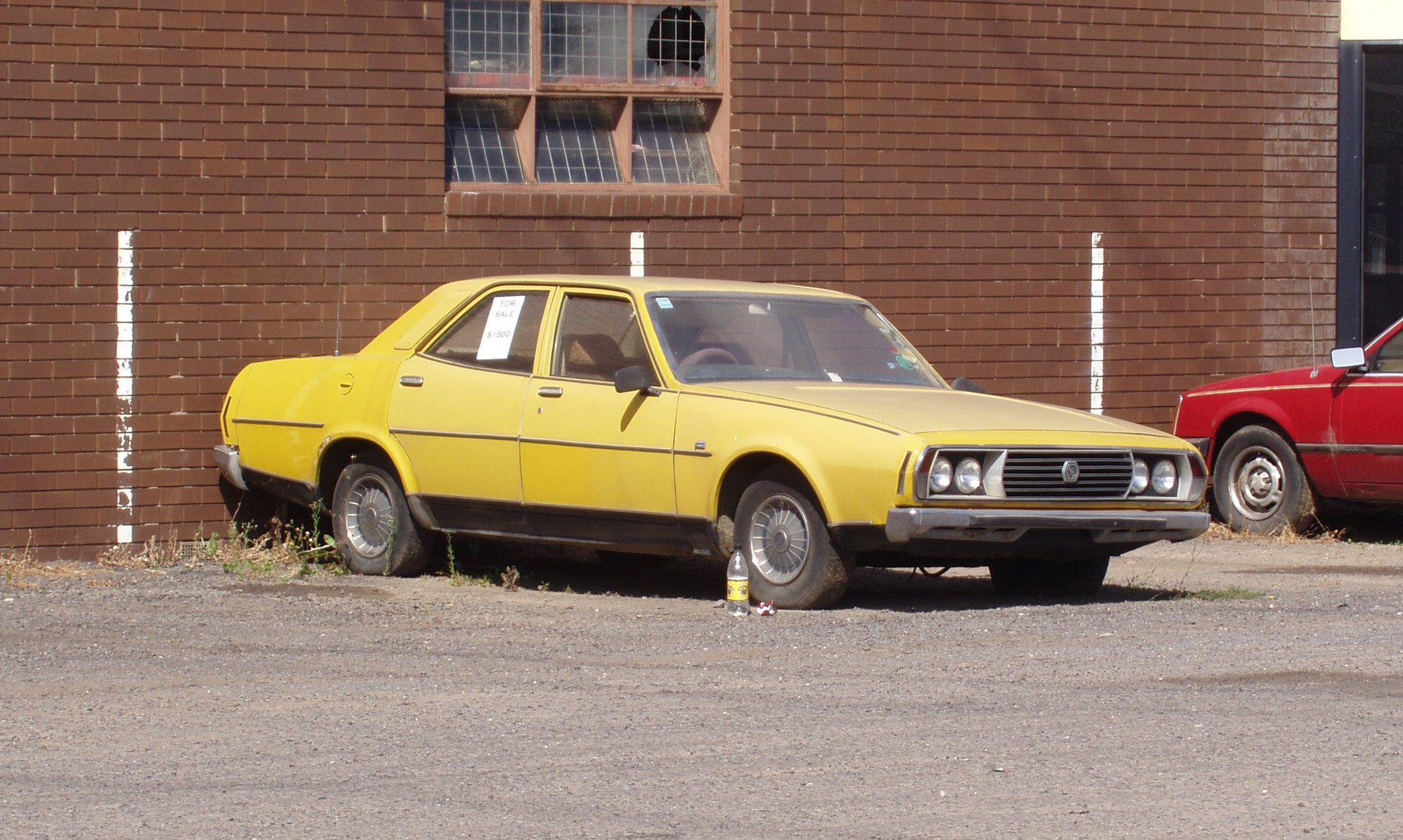
Leyland P76

1969 hatte sich die Muttergesellschaft von BMC Australien mit der Leyland Corporation zur British Leyland Motor Corporation verbunden. BMC Australien handelte aber weiter als Niederlassung der neuen Gesellschaft, wurde aber 1970 in Austin Morris Division umbenannt. 1972 wechselte der Name nochmals, als die Firma in Leyland Motor Corporation of Australia Ltd. umbenannt wurde, wobei die Austin Morris Division in die neue Gesellschaft übernommen wurde.
1973 wurde aus dem Morris Mini der Leyland Mini und der Morris Mini Moke wurde zum Leyland Moke. Die australische Version des Morris Marina, die 1972 zur Modellpalette stieß, wurde zum Leyland Marina und wurde in Australien nur mit Sechszylindermotor mit 2623 cm³ Hubraum angeboten.
Das fast schon legendäre große Automodell, das eigentlich für die gesamten 1970er-Jahre gedacht war, war der 1973 eingeführte Leyland P76. Er basierte auf einem nie realisierten Vorschlag für ein neues Rover-Modell. Es war für die Aufnahme eines Reihensechszylindermotors oder des Aluminium-V8-Motors von Rover gedacht, wobei Letzterer später beliebter war. Leider waren zu wenige V8-Motoren zu bekommen, was die Produktion einschränkte.
Als Folge des weltweiten Zusammenbruchs von British Leyland und ihrer Tochterfirmen, sowie der protektionistischen Zollgesetzgebung in Australien für die verbleibenden Automobilhersteller (Ford, Holden und Chrysler) wurde die Fabrik in Zetland, die 1957 von Lord Nuffield eröffnet worden war, 1975 geschlossen. Die Montage des Mini aus CKD-Sätzen wurde von der Pressed Metal Corporation (PMC) in Enfield bei Sydney bis 1978 fortgeführt, die des Moke bis 1982. PMC stellte außerdem auch Land-Rover-Modelle und Särge aus Metallpressteilen her.

## JRA Ltd.
Im März 1983 wurde die Leyland Motor Corporation of Australia Ltd. geschlossen und die neue JRA Ltd. nahm ihren Platz ein. Die neue Gesellschaft hatte verschiedene Abteilungen, wie Jaguar-Rover-Australien, Leyland Trucks Australien und Leyland Buses Australien.